# Toppop Yeah
Toppop Yeah was een Nederlands televisieprogramma van de AVRO naar voorbeeld van de komische Britse popquiz Never Mind the Buzzcocks. Het programma, dat 25 minuten duurde, werd eind jaren 1990, begin jaren 2000 uitgezonden; de presentatie was in handen van Bart Peeters. Hij stond achter een desk die bestond uit grammofoonplaten. De titel Toppop Yeah verwees naar de leus van het vroegere Toppop. De herkenningsmelodie was het nummer I can't stand the rain van Eruption.

## Beschrijving
In de quiz werden met de vaste teamcaptains Angela Groothuizen en Bob Fosko, die per aflevering elk twee wisselende gasten hadden meestal afkomstig uit de muziekwereld, aan de hand van een aantal fragmenten uit het Toppop-archief een aantal rondes gespeeld zoals:
- De kadoclip waarbij de gast zelf een fragment van een clip uitkoos waarbij het andere team daar een vraag over kreeg.
- Een clip van de gast zelf waarbij het andere team dan een vraag moest beantwoorden.
- Een clip werd gestopt waarna men moest raden hoe de clip verder ging.
- Twee leden van een team moesten met hun handen of mond een clip uitbeelden waarna de derde moest raden om welke clip het ging. Wist deze het niet dan mocht het andere team raden.
- Wie van de drie of soms Wie van de vier waarbij geraden moest worden wie de artiest van weleer was.
- Bart Peeters las een Nederlandse vertaling van een meestal Engels liedje voor, waarbij geraden moest worden om welk nummer het ging.

Niet alle onderdelen werden elke keer gespeeld en in de loop der jaren verdwenen en kwamen er ook andere onderdelen.
De te winnen prijzen waren niet groot maar wel origineel. Zo kreeg de winnaar in de eerste jaren altijd een aantal hebbedingetjes die te maken hadden met het uitgezonden fragment. Later kon men ook een Toppop-trainingspak, boek of cd winnen.
Aan het eind van de uitzending was er ook nog een kijkersvraag waarbij de titel van een fragment moest worden geraden. Meestal waren dit minder bekende nummers uit de tipparade.

## Navolging
Tussen 2007 en 2012 zond BNN Doe Maar Normaal uit; dit programma hanteerde dezelfde formule als Toppop Yeah, alleen waren de clips afkomstig uit een ander archief dan dat van Toppop.
Naast Toppop Yeah bestond in die jaren ook het programma Toppop non-stop, waarin de volledige clips uit de Toppop-archieven werden vertoond. Dit programma, eveneens gemaakt naar Brits voorbeeld, werd eerst door Bart Peeters gepresenteerd en later door Wim Rigter.